# 羽場涼介
羽場 涼介（はば りょうすけ、1991年8月13日 - ）は、日本の俳優。神奈川県出身。身長180 cm、血液型AB型。

## 来歴
2019年、名古屋おもてなし武将隊のオーディションに挑戦し、3代目加藤清正に合格。2023年3月まで約4年間務めた。
名古屋おもてなし武将隊を卒業後は熊本城おもてなし武将隊のオーディションに挑戦し、2代目加藤清正に合格。

## 出演

### テレビ
- 脱線刑事（2015年、CBC）
- 馬子先輩の言う通り 第12話（2015年、フジテレビ） - 琵琶 役
- 土曜ワイド劇場 逆転報道の女5（2016年、テレビ朝日） - 佐々木 役
- グッドパートナー 無敵の弁護士 第7、8話（2016年、テレビ朝日） - 原田葉一 役
- 仮面ライダーエグゼイド 第26話（2017年、テレビ朝日） - ゲーマー 役
- 銭形警部（2017年、日本テレビ）
- 相棒season16 第5話（2017年、テレビ朝日） - 手塚英雄 役
- 暇なJD・三田まゆ〜今夜、私と“優勝”しませんか〜（2017年、テレビ朝日）
- 未解決の女 警視庁文書捜査官〜緋色のシグナル〜（2019年、テレビ朝日）
- 秋の超豊作 さんま御殿 メダリスト&大物2世 イライラ美人妻の逆襲（2021年10月12日、日本テレビ）

### 配信ドラマ
- &美少女 NEXT GIRL meets Tokyo 第8話（2017年、FOD）

### 映画
- ヤング通りの住人たち（2010年）

### 舞台
- アルセーヌ・ルパン カリオストロ伯爵夫人（2013年、シアターサンモール）
- BEATPOPS（2013年、ウエストエンドスタジオ）
- 幕末-狼kick!-（2014年、シアターグリーン）
- HYSTERIC6（2014年、CBGKシブゲキ!!）
- URASUJI2015『綱渡り』（2015年、下北沢ザ・スズナリ）
- 百千さん家のあやかし王子（2015年、博品館劇場）
- Little Fandango（2015年、あうるすぽっと）
- 浪漫活劇譚『艶漢』（2016年、CLIE） - 荒上三郎太 役
- 風の吹く街〜 野毛坂ダウンタウン・ストーリー（2017年、横浜夢座）
- Flying Trip Vol.13「ウソトリドリ」（2018年、あうるすぽっと）

### 朗読
- 安藤隆「ふるさと」（2016年）[1]

### ラジオ
- 青春アドベンチャー（NHK-FM放送）
  - 「七帝柔道記」（2016年）
  - 「風の向こうへ駆け抜けろ」（2017年）
  - 「毒見師イレーナ」（2018年）